# Museo Central de la Fuerza Aérea de Rusia
Museo Central de la Fuerza Aérea de Rusia (en ruso: «Центральный музей Военно-воздушных сил РФ»), es un museo aeronáutico en la ciudad de Mónino en el Óblast de Moscú, Rusia. Fue creado el 28 de noviembre de 1958  y está abierto para recibir visitantes desde el 23 de febrero de 1960. Anteriormente se conocía como el Museo de la Fuerza Aérea de la Unión Soviética. En 2001, en el 43 aniversario de su fundación, el museo recibió el estatus de «institución cultural estatal federal» y ahora se llama, Museo Central de la Fuerza Aérea. 
Es uno de los museos aeronáuticos más grandes del mundo y el mayor sobre la Fuerza Aérea Soviética, con una colección de más de un centenar de aeronaves y motores en exhibición en más de 20 ha, además de zonas temáticas sobre equipos de espionaje, armamento, uniformes, libros, más de treinta y siete mil documentos, además de otros recursos disponibles relacionados.

## Historia
El museo se encuentra en la antigua base y aeródromo militar que surgió a 40 km al este de Moscú, en 1929, en una zona en parte pantanosa y con coníferas, donde se colocaron pistas de rodaje de hormigón y dos pistas de 850 m de largo. Fueron diseñadas para el despegue y aterrizaje de los nuevos bombarderos pesados de cuatro motores conocidos como TB-3. Para ayudar en la creación de las instalaciones, como enormes hangares, viviendas y oficinas, se amplió la línea de ferrocarril hasta las cercanías, con una nueva estación llamada Mónino, por la cercanía de una antigua granja propiedad de un cierto Monin. La construcción del aeródromo fue rápida y ya en 1932 los primeros TB-3 comenzaron a aterrizar en él.
En 1940, en el pueblo que había surgido alrededor de Mónino, llamado con el mismo nombre, los mandos de la Fuerza Aérea decidieron colocar la Academia de la Fuerza Aérea Soviética. En ese momento, ya existía un aeródromo de primera clase, donde se podía ubicar el escuadrón de aviación de la academia, aulas para clases y capacidad para acoger más de mil familias y más de dos mil personas en barracones.
Durante la Gran Guerra Patria, las unidades de la Fuerza Aérea existente, en particular los bombarderos IL-4 de largo alcance, se asentaron en el aeródromo.

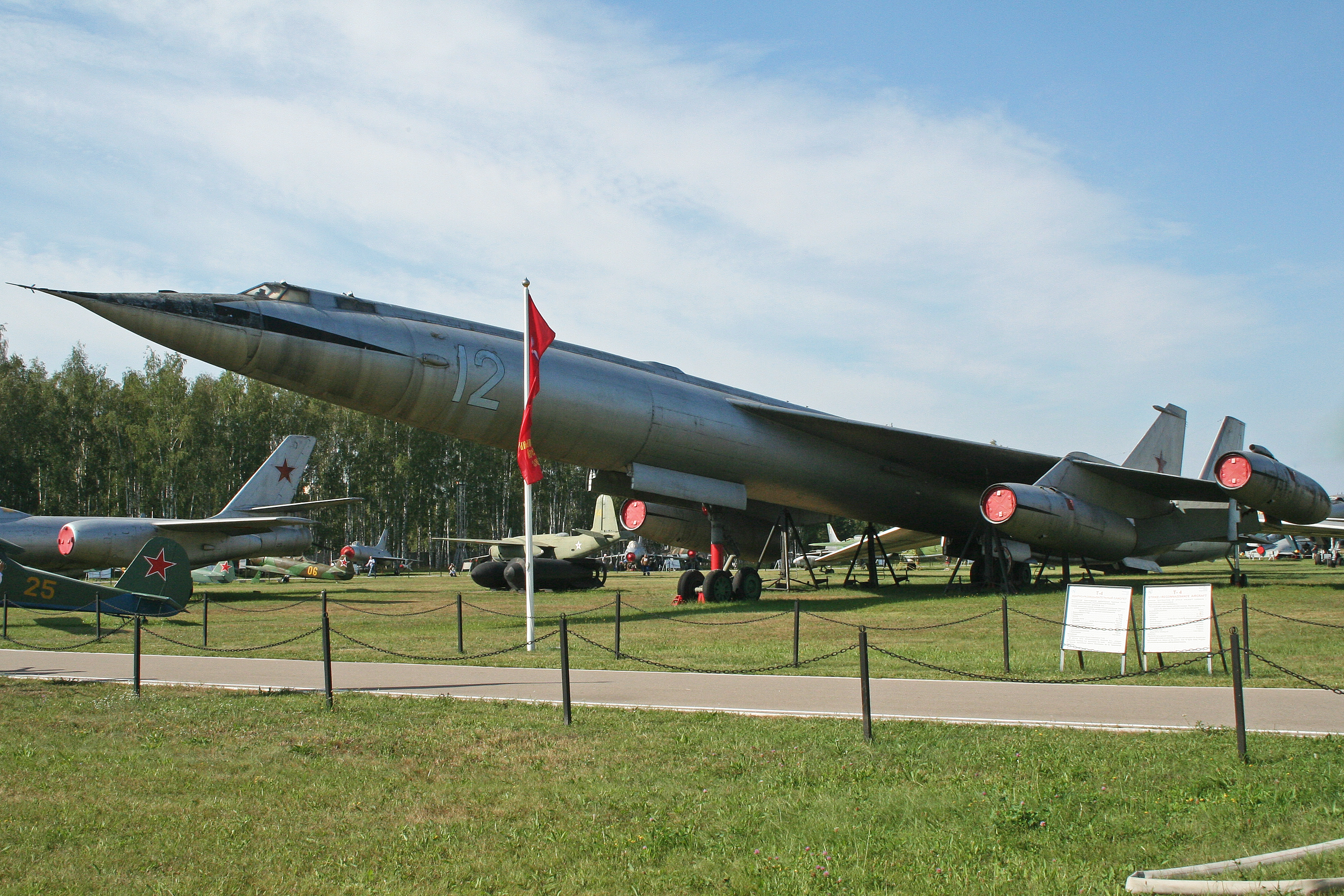
El avión supersónico Myasíschev M-50 expuesto en el museo.

Los vuelos y la actividad aérea relacionada de la academia continuaron hasta el 4 de abril de 1956 cuando se cerró el aeródromo y dejó de ser útil.
A principios de 1958, por orden de la academia, se formó un grupo independiente de especialistas, al que se le encomendó la restauración de exhibiciones y reparaciones de las instalaciones de antiguos talleres para convertirlas en salas de museos. El edificio principal fue transferido al museo, tenía un área total de aproximadamente cuatro mil m², un hangar de madera con habitaciones contiguas, construido en 1935 y ahora en ruinas. Se convertiría en la sala de exposiciones principal del museo, que albergará aviones de la Segunda Guerra Mundial.
El Museo de la Fuerza Aérea se crea oficialmente en la conocida anteriormente como Academia de la Fuerza Aérea Yuri Gagarin un 28 de noviembre de 1958, en los antiguos talleres de reparación de aeronaves. El 23 de febrero de 1960, el museo recibió a sus primeros visitantes cuando contaba con apenas catorce aviones en exhibición.
A principios de los años setenta, la colección de aviones consistía en unas 40 unidades.

## Posible trasladado al Parque Patriota
Desde 2016, el Ministerio de Defensa ha propuesto su cierre para mover el museo a Kúbinka, cerca del Parque Patriota, con protestas de voluntarios del museo y otras personas por la dificultad de mover especialmente aeronaves enormes o únicas, que pueden resultar muy dañadas.  Sin embargo, el ministerio afirma entre otras razones, que necesitan un mejor emplazamiento y mayor espacio físico, además de contar con la intención de potenciar el museo. 
El 2 de noviembre de 2018, se publicó una copia de la hoja de ruta para transferir la exposición de Mónino al Parque Patriota, que el ministro de Defensa Serguéi Shoigú firmó el 15 de octubre de este año. Se supone que durante 2019 se llevará a cabo la transferencia legal del museo de la Fuerza Aérea al Parque Patriota, y todas las exhibiciones se transportarán hasta abril de 2020.

## Instalaciones

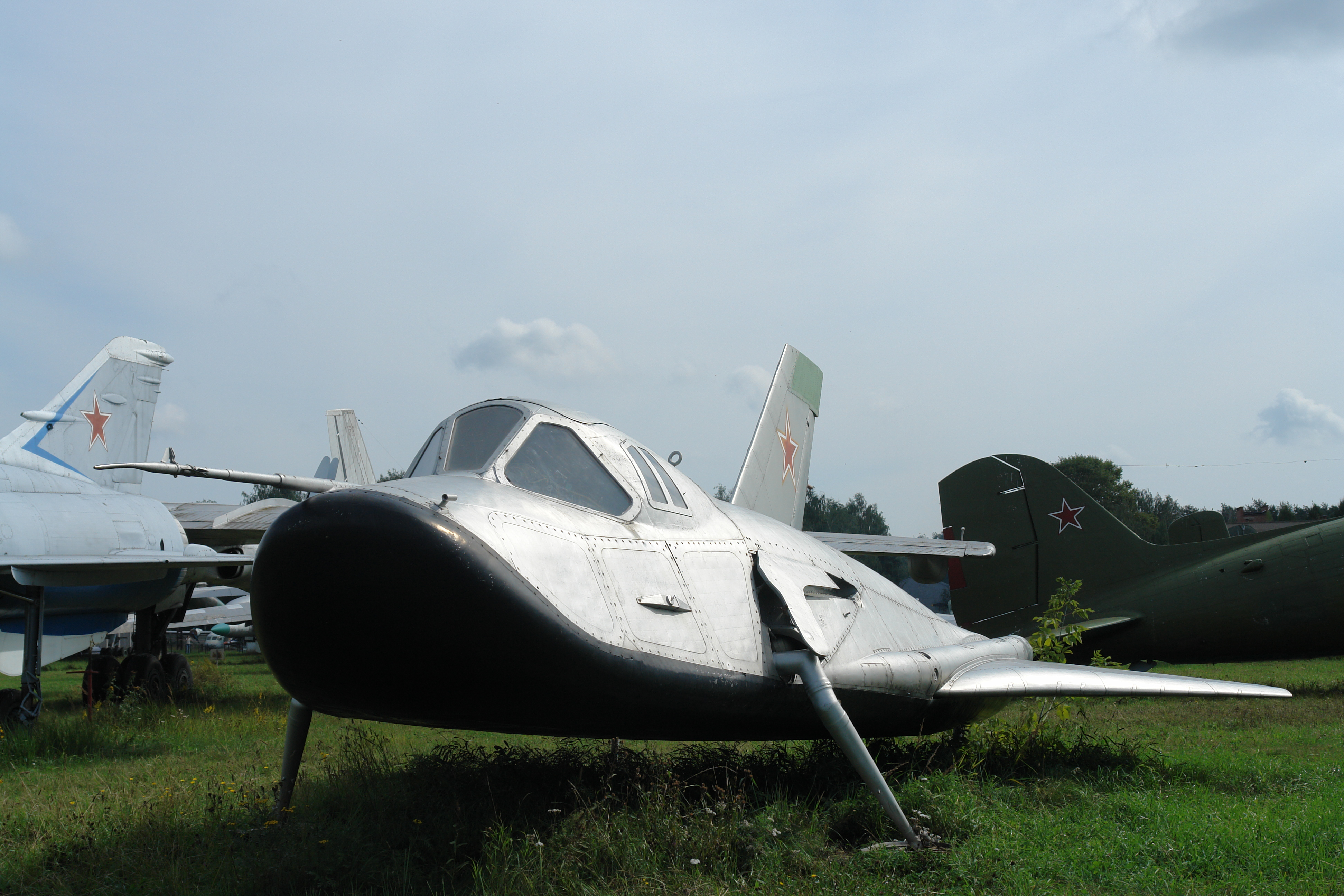
En el museo se puede ver el único avión experimental MiG-105. Se utilizó durante los ensayos de vuelo real como avión espacial reutilizable.

La exposición del Museo de la Fuerza Aérea se realiza en dos enormes hangares y seis salas anexas. El edificio principal del museo es de madera, construido entre 1932 y 1934 y el área de las instalaciones privadas del museo es de 5500 y unas veinte ha de exposición al aire libre. Destacan los grandes bombarderos como los M-50, Tu-95, M-4 3M o aeronaves como el helicóptero Mi-6 o el avión supersónico Tu-144.
El museo tiene un taller de restauración, que desde hace muchos años, se dedica a la restauración y mantenimiento de exhibiciones en buenas condiciones.

## Actividades
Desde el año 2003, el Museo de las Fuerzas Aéreas mantiene una espectacular exhibición aérea con aviones históricos de la Segunda Guerra Mundial, aviones de combate modernos, así como globos y dirigibles. El espectáculo aéreo tradicionalmente se lleva a cabo en días festivos como el 9 de mayo «Día de la Victoria» y el 12 de junio «Día Nacional de Rusia» o «Día de la Madre Patria».